# フィリップ・オットー・ツー・ザルム
フィリップ・オットー・ツー・ザルム（Philipp Otto zu Salm, 1575年5月22日 - 1634年11月23日）は、ドイツ系の小諸侯ザルム家出身の伯（ライングラーフ・ヴィルトグラーフ）、三十年戦争中の1623年その軍功を認められて神聖ローマ皇帝フェルディナント2世より侯（フュルスト）の爵位を与えられた。

## 生涯
ザルム＝ヌフヴィル伯フリードリヒ（1545年 - 1608年）とその最初の妻フランツィスカ・フォン・ザルム＝バーデンヴァイラー（1545年 - 1587年）の間の長男。プロテスタント信徒として育つが、1591年カトリックに改宗した。1603年より皇帝ルドルフ2世の軍隊に連隊長として所属し、はじめ1400名、その後2000名ほどの胸甲騎兵の指揮官を務めた。1610年から1611年にかけ、ハンガリーで外国人部隊の司令官を務める。その後、1616年から1626年の間はフランス王ルイ13世に仕官し、フランス軍ドイツ人軍団の司令官（陸軍中将）となった。同時に、アルザス地方における皇帝軍の司令官（陸軍中将、後に陸軍大将）も兼ね、スウェーデン軍と戦った。1629年宮廷軍事会議のメンバーとなり、翌1630年ナンシーの知事となった。1634年9月のネルトリンゲンの戦いで負傷し、その怪我がもとで2か月後、ヌヴィレ＝シュル＝モゼルで死去した。

## 子女
1616年2月15日クリスティアーヌ・ド・クロイと結婚し、3人の子をもうけた。
- ルートヴィヒ（1618年 - 1636年） - 2代ザルム侯、オッターヴィオ・ピッコローミニ幕下でフランス・スペイン戦争従軍中にサントメールにて戦死
- レオポルト・フィリップ・カール（1620年 - 1663年） - 3代ザルム侯
- イザベラ（1620年頃 - ?） - ルミルモン修道院の修道女